# Rock Action Records

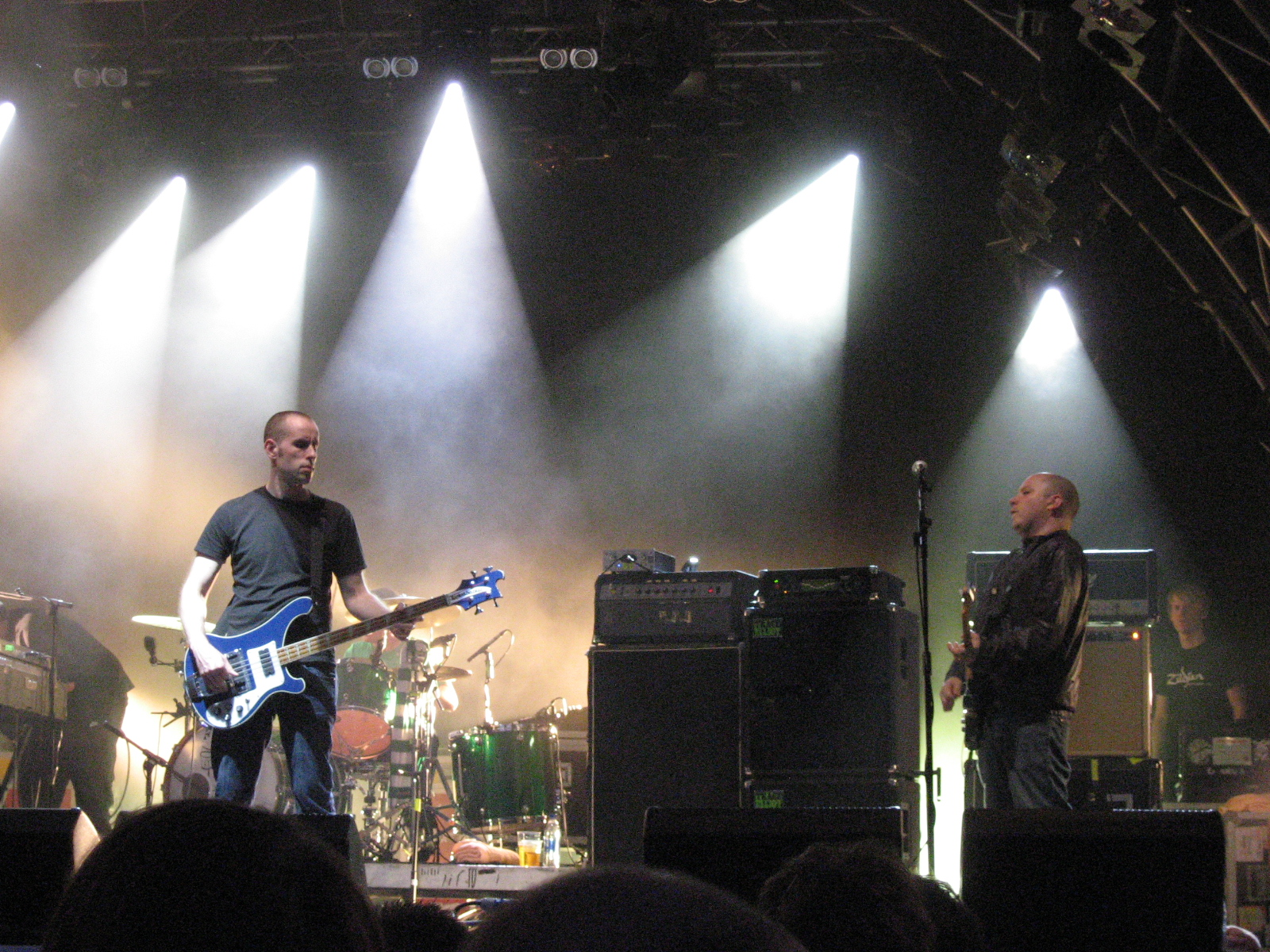
I Mogwai, creatore dell'etichetta discografica, in concerto

La Rock Action Records è un'etichetta discografica indipendente di Glasgow fondata dai Mogwai nel 1995.
Inizia producendo dei CD per la stessa band e nel 1996, un anno dopo la nascita, rilasciano Five minutes on a tuesday night di Pilotcan. Prima della fine degli anni 2000, pubblicano per Trout, Three Wise Men, per Pilotcan, Rusty Barker Learns To Fly.
Negli anni 2000 pubblicano album come, per i The Zephyrs, il CD Stargazer, poi per Papa M (nome d'arte di David Payo), Papa M Sings ed altri per artisti come: James Orr Complex, Cex, Random Number, Part Chimp, Envy, Errors ed altri ancora.
Hanno pubblicato una compilation dal titolo Rock Action Presents , uscito anche in Italia a gennaio 2004. L'ultimo album pubblicato dall'etichetta è per gli Errors.

## Produzioni
- Trout: Three Wise Men
- Desalvo: Singles Club (2006)
- The Zephyrs: Stargazer (2001)
- Afrirampo : We are uchu no Ko (2010)
- Pilotcan: Rusty Barker Learns to Fly (1996) e Five Minutes on a Tuesday Night (1996)
- Mogwai: Tuner/Lower (1996) e Ten Rapid (1997)
- Papa M, nome d'arte di David Payo: Papa M Sings (2001)
- James Orr Complex: Figa EP (2001) e Chori's Bundle (2003)
- Cex: Oops, I Did It Again! (2002)
- Random Number: The Fact That I Did (2002)
- Part Chimp: Chart Pimp (2003), Bring Back the Sound (2004), I Am Come (2005), War Machine (2005), New Cross (2005) e Split 10 (2006)
- Envy: A Dead Sinking Story (2003), All the Footprints (2004) e Insomniac Doze (2006)
- Errors: Hans Herman (2005), How Clean Is Your Acid House? (2006), Salut! France (2007), Toes (2008), It's Not Something But It Is Like Whatever (2008) e Come Down with Me (2010)
- K**** K**** o Kling Klang : The Superposition EP (2005) e Esthetik of Destruction (2006)
- Desalvo: Singles Club (2006)
- Torche: Torche (2006)
- Chris Brokaw: Incredible Love (2006)
- Growing: Color Wheel (2006)
- Remember Remember - Remember Remember (2008)